# An Gearanach
An Gearanach (wymowa gaelicka: [əŋˈkʲɛɾanəx]) – szczyt w paśmie Mamores, w Grampianach Zachodnich. Leży w Szkocji, w regionie Highland. 